# انتشارات دانشگاه استنفورد
انتشارات دانشگاه استنفورد (انگلیسی: Stanford University Press) بخش نشر و انتشار دانشگاه استنفورد است. در ۱۸۹۲ به عنوان یک شرکت انتشاراتی مستقل در دانشگاه افتتاح شد. اولین استفاده از نام «انتشارات دانشگاه استنفورد» در کتابی منتشرشده در ۱۸۹۵ بود. در ۱۹۱۷ دانشگاه انتشارات مزبور را خرید و آن را بخشی از استنفورد کرد.
در ۱۹۹۹ انتشارات بخشی از کتابخانه‌های دانشگاه استنفورد شد. این انتشارات در جاده پیج میل پارک پژوهش استنفورد در جنوب شرقی پردیس استنفورد پیش از انتقالش به مکان فعلی، در ردوود سیتی، کالیفرنیا در سال ۲۰۱۲-۲۰۱۳ قرار داشت. این انتشارات حدود ۱۳۰ عنوان کتاب در سال منتشر می‌کند.